# Condado de Pima
O Condado de Pima (em inglês:  Pima County) é um dos 15 condados do estado americano do Arizona. A sede e maior cidade do condado é Tucson. Foi fundado em 9 de novembro de 1864.
O condado possui uma área de 23 799 km², dos quais 23 794 km² estão cobertos por terra e 5 km² por água, uma população de 980 263 habitantes, e uma densidade populacional de 41,2 hab/km² (segundo o censo nacional de 2010). É o segundo condado mais populoso do Arizona, atrás do Condado de Maricopa, e o 41º mais populoso dos Estados Unidos.